# La Gaceta (Honduras)
La Gaceta, referido comúnmente como Diario Oficial La Gaceta, es el periódico oficial del gobierno de Honduras, escrito y publicado en la ciudad capital de Tegucigalpa, M.D.C. En él se publican todas las disposiciones de carácter legal. 
La Constitución de Honduras manda que toda ley debe ser publicada en La Gaceta, la cual entra en vigor 20 días después, a menos que en ambos casos se indique lo contrario. También ordena que se publique por este medio todo acto administrativo de cualquier órgano del Estado con efectos jurídicos de carácter general, así como las sentencias de inconstitucionalidad.

## Historia
La primera imprenta que llegó a Honduras fue llevada por el General Francisco Morazán en 1829 e instalada en el Cuartel San Francisco en Tegucigalpa, donde era regentada por el nicaragüense Cayetano Castro. Al siguiente año se fundó el primer periódico oficial de la república de Honduras, La Gaceta del Gobierno, bajo la dirección del ministro general del Gobierno, Liberato Moncada. Este tuvo sólo 13 números de 4 folios cada uno, el primero de ellos publicado un 26 de mayo, y que fue suspendido por la invasión del general Vicente Domínguez en la zona norte. A este le siguieron otros periódicos oficiales, hasta que finalmente se publicó La Gaceta, que continúa en emisión.
| Nombre oficial                                              | Periodo de emisión                                            | Sede                                  | Datos                                                          |
| ----------------------------------------------------------- | ------------------------------------------------------------- | ------------------------------------- | -------------------------------------------------------------- |
| La Gaceta del Gobierno                                      | 1830 (13 publicaciones)                                       | Tegucigalpa                           | Primer diario oficial                                          |
| Conocimiento Oficial                                        | Diciembre de 1831 - marzo de 1832 (7 publicaciones)           |                                       | Suspendidas tras otra revolución del General Vicente Domínguez |
| Boletín Oficial del Supremo Gobierno del Estado de Honduras | Junio de 1832 - mayo de 1834                                  | Comayagua                             | Imprenta del Estado                                            |
| Gaceta del Gobierno Supremo del Estado de Honduras          | Junio de 1835 - 28 de marzo de 1837                           | Comayagua                             |                                                                |
| Semanario Oficial de Honduras                               | Marzo de 1837 - marzo de 1838                                 | Comayagua                             |                                                                |
| Termómetro Político Oficial                                 | Marzo de 1838 - 20 de julio de 1839                           | Comayagua                             |                                                                |
| El Redactor Oficial de Honduras                             | 15 de septiembre de 1840 - 1848                               | Comayagua                             | Quincenal, antiunionista y difamador de Francisco Morazán      |
| El Taquígrafo de la Dieta Nacional                          | 1847                                                          |                                       |                                                                |
| Gaceta Oficial de Honduras                                  | 1848 - 1864 (13 publicaciones)                                |                                       |                                                                |
| Boletín Oficial del Gobierno Supremo de Honduras            | 16 de enero de 1851 - 15 de agosto de 1851 (16 publicaciones) | Comayagua                             | Imprenta de José María Sánchez                                 |
| El Órgano Oficial                                           | Principios de 1862 - 8 de julio de 1862 (20 publicaciones)    | Guarita, luego en Santa Rosa de Copán |                                                                |
| Gaceta de Honduras, luego Gaceta Oficial de Honduras        | 1862 - 31 de diciembre de 1862 (71 publicaciones)             | Comayagua                             |                                                                |
| Gaceta Oficial                                              | 1864                                                          |                                       |                                                                |
| Gaceta Oficial de Honduras                                  | 1864 - 1868                                                   | Comayagua                             |                                                                |
| Gaceta Oficial                                              | 20 de junio de 1871 - 1871                                    | Comayagua                             | Trimestral                                                     |
| Boletín Oficial                                             | 1871 - 1873                                                   | Comayagua                             | Complemento de La Gaceta                                       |
| El Nacional                                                 | 18 de febrero de 1874 - diciembre de 1875                     | Tegucigalpa                           | Periódico oficial del gobierno provisorio                      |
| Gaceta Oficial del Gobierno de Honduras                     | 25 de octubre de 1876 - 1877                                  | Comayagua                             |                                                                |
| Gaceta de Honduras                                          | 7 de febrero de 1877 - 25 de agosto de 1877                   |                                       |                                                                |
| La Gaceta                                                   | 7 de noviembre de 1890 - actualidad                           | Tegucigalpa                           |                                                                |

Anteriormente, además de publicar leyes y decretos, los diarios oficiales incluían poesías (como ser las del Padre Reyes), proclamas y noticias de otros países centroamericanos, mientras que actualmente se limita a publicar contenido legal: decretos, acuerdos, resoluciones, personerías jurídicas, certificaciones, herencias, adopciones, demandas, edictos, avisos jurídicos varios, etc.
La Gaceta es actualmente imprimida y publicada por la Empresa Nacional de Artes Gráficas (ENAG),  una institución pública administrativamente autónoma.